# Nerita incerta
Nerita incerta is een slakkensoort uit de familie van de Neritidae. De wetenschappelijke naam van de soort is voor het eerst geldig gepubliceerd in 1844 door Von dem Busch in Philippi.